# Calathus carvalhoi
Calathus carvalhoi Serrano & Borges, 1986 é uma espécie de carocho pertencente à família Carabidae, endémico na ilha Terceira (Açores).